# Contra el olvido (película)
Contra el olvido es una película colectiva francesa dirigida por una treintena de directores, entre ellos Alain Resnais y Jean-Luc Godard, y estrenada en 1991, para dar testimonio del destino de los presos políticos. Su título original en francés es Contre l'oubli.
Fue seleccionada en el Festival Internacional de Cine Independiente de Buenos Aires .

## Ficha técnica
- Título original : Contre l'oubli
- Realización : colectiva
- Fecha de estreno : 11 de diciembre de 1991
- Imagen : Philippe Muyl
- Producción : Amnistía Internacional, Les Films du Paradoxe
- Duración : 110 minutos

## Directores
- Patrice Chéreau
- Philippe Muyl
- Chantal Akerman : Por Febe Elisabeth Velasquez, El Salvador
- René Allio : Por Vythialingam Skandarajah, Reino Unido
- Denis Amar : Por Dalton Prejean,EE. UU.
- Jean Becker : Joaquim Elema Boringue, Guinea Ecuatorial
- Jane Birkin : Por Maria Nonna Santa Clara, Filipinas
- Bertrand Blier : Por Alirio de Crisanto Mederos, Venezuela
- Jean-Michel Carré : Por Mulugetta Mosissa,Etiopía
- Alain Corneau : Ali Muhammad al-Qajiji, Libia
- Costa-Gavras : Pour Kim Song-Man, Corea
- Dominique Dante : Por Abraham Serfaty, Marruecos
- Claire Denis : Por Ushari Ahmed Mahmoud, Sudán
- Raymond Depardon : Por Alirio de Jesus Pedraza Becerra, Colombia
- Jacques Deray : Por Stanza Bopape, Sudáfrica
- Michel Deville : Por Nguyen Chi Thien, Vietnam
- Jacques Doillon : Por Anstraum Aman Villagran Morales, Guatemala
- Martine Francke : Por Mamadou Bâ, Mauritania
- Gérard Frot-Coutaz : Por Wang Xizhe, China
- Bernard Giraudeau : Por Ghassan Najjar, Siria
- Francis Girod : Por d'Archana Guha, India
- Jean-Luc Godard : Por Thomas Wainggai, Indonesia
- Romain Goupil : Por Abd al-Ra'uf Ghabini, Israel
- Jean-Loup Hubert : Por Andreas Christodoulou, Grecia
- Robert Kramer : Por Fidel Intursa Fernandez, Perú
- Patrice Leconte : Por Alexandre Goldovitch, URSS
- Anne-Marie Miéville : Por Thomas Wainggai, Indonesia
- Sarah Moon : Por Augustine Eke, Nigeria
- Michel Piccoli : Por Nasrin Rasooli, Irán
- Alain Resnais : Por Esteban Gonzalez Gonzalez, Cuba
- Coline Serreau : Por Vera Chirwa, Malawi
- Bertrand Tavernier : Por Aung San Suu Kyi, Myanmar
- Nadine Trintignant : José Ramon Garcia-Gomez, México

## Intérpretes
- Paul Amar
- Robert Badinter
- Guy Bedos
- Jane Birkin
- Carole Bouquet
- Emmanuelle Béart
- Henri Cartier-Bresson
- Claude Cheysson
- Catherine Deneuve
- Alex Descas
- Anny Duperey
- Martine Francke
- Sami Frey
- Charlotte Gainsbourg
- Anouk Grinberg
- Henri Grouès (Abbé Pierre)
- Jacques Higelin
- Isabelle Huppert
- François Jacob
- Bruno Masure
- Alexandre Minkowski
- Edgar Morin
- Youssou N'Dour
- Philippe Noiret
- Michel Piccoli
- Hubert Reeves
- André Rousselet
- Sai Sai
- MC Solaar
- Alain Souchon
- Bernard Stasi
- Haroun Tazieff
- Gérald Thomassin
- Marie Trintignant

## Para Kim Song Man
For Kim Song-Man (en francés Pour Kim Song-Man) es un cortometraje realizado en 1991  por Costa-Gavras, junto a Mc Solaar y el grupo Saï Saï, con el objetivo de conseguir la liberación del preso político surcoreano Kim Song-Man.
Este cortometraje forma parte de Contra el olvido por los treinta años de Amnistía Internacional . En Francia, la película fue presentada como ejemplo de la lucha por la libertad de opinión en las clases de educación cívica.

## Artículos de periódico
- Rédaction LM (diciembre de 1991). «Contre l'oubli, écrire, filmer Réunies en un long-métrage, trente " lettres-films " réalisées pour Amnesty International». Le Monde (en francés). .